# Bad Säckingen
Bad Säckingen est une ville allemande située dans le Bade-Wurtemberg, dans l'arrondissement de Waldshut.

## Géographie
Bad Säckingen se trouve au sud du pays et de la Foret Noire et est ville frontalière avec la Suisse, canton d´Argovie, au bord du Rhin. La frontière avec la Suisse passe au milieu du fleuve, et traverse notamment l'île fluviale de Fridolins-Insel, partagée avec la commune suisse de Stein.

## Histoire

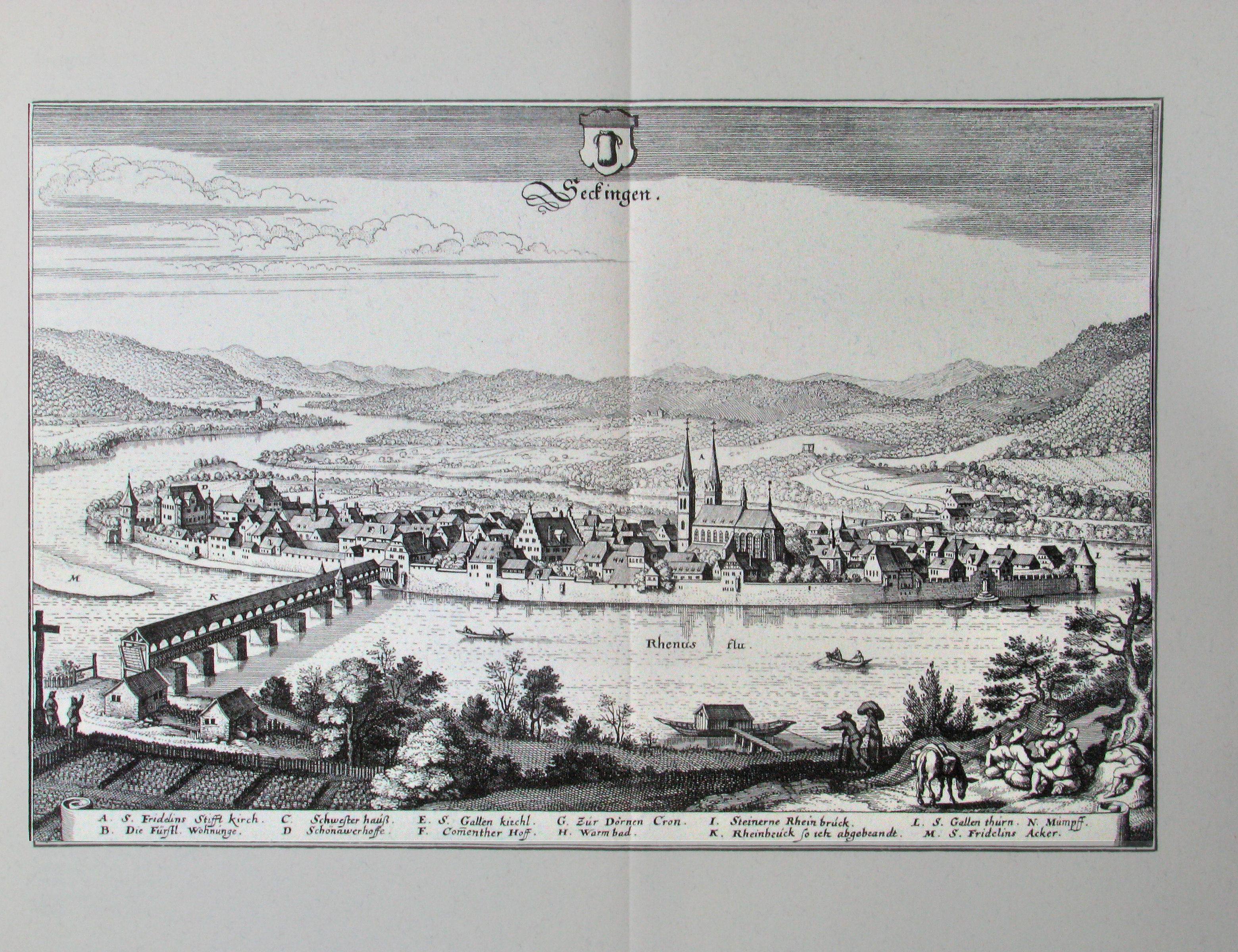
Topographia Alsatiae, Säckingen

La ville construite autour du couvent de chanoinesses princières du IXe siècle passa en 1173 aux mains des Habsbourg et resta autrichienne jusqu'en 1805. La ville est intégrée au grand-duché de Baden à la suite du congrès de Vienne en 1815.
Le couvent fut fermé par l´édit de sécularisation de Napoléon en 1803 , et dépossédé des domaines situés en majeure partie dans l´actuelle Suisse , dans la vallée de Frick sur l´autre rive du Rhin et à Glarus .
Vers 1200, une grande partie de la ville est détruite par un incendie. Par la suite une cathédrale gothique, l´abbatiale ,Fridolinsmünster (de), dédiée à Saint Fridolin, est construite dans le centre de la ville, achevée vers 1340, monument qui est encore visible de nos jours. Elle est rénovée dans le style baroque vers 1740/1755.
Durant les dernières étapes de la guerre de Hollande, la ville subit de graves dommages par les troupes françaises commandées par le comte de Choiseul, à la suite de leur victoire sur une force impériale à Rheinfelden le 7 juillet 1678.
Depuis que les propriétés curatives de ses sources d'eau chaude ont été reconnues, en 1978, elle porte le titre officiel de Bad Säckingen.

## Curiosité
Jeté sur le Rhin à la fin du XVIe siècle, le pont couvert en bois est le plus ancien d'Europe et également le plus long (200 m). Il repose sur des piliers en pierre.

## Jumelage
- Sanary-sur-Mer (France) depuis 1973
- Purkersdorf (Autriche) depuis 1973
- Nagai (Japon) depuis 1983
- Santeramo in Colle (Italie) depuis 1983
- Näfels (Suisse) depuis 1988

## Personnalité
- Jacob Keller (1568-1631), théologien jésuite, y est né.